# Tioglicolato di ammonio
Il tioglicolato di ammonio è il sale di ammonio dell'acido tioglicolico. Essendo il sale di un acido debole è di una base debole in soluzione dà luogo al seguente equilibrio:
{\displaystyle {\ce {HSCH2COO- + NH4+ <=> HSCH2COOH + NH3}}}
Il tioglicolato di ammonio è una delle sostanze utilizzate per l'ottenimento della permanente.

## Chimica
Essendo il sale di un acido debole e una base debole, il tioglicolato di ammonio esiste in soluzione come una miscela di equilibrio del sale stesso, nonché acido tioglicolico e ammoniaca:
{\displaystyle {\ce {HSCH2COO- + NH4+ <=> HSCH2COOH + NH3}}}
Il tioglicolato, a sua volta, è in grado di scindere i legami disolfuro:
{\displaystyle {\ce {RSH + R'SSR '<=> R'SH + RSSR'}}}

## Utilizzo nelle permanenti
Una soluzione contenente tioglicolato di ammonio contiene molta ammoniaca libera, che gonfia i capelli rendendoli permeabili. L'acido tioglicolico nella permanente riduce i legami disolfuro di cistina nella corteccia dei capelli. Dopo il lavaggio, i capelli vengono trattati con una soluzione delicata di perossido di idrogeno, che ossida i residui di cisteina trasformandoli in cistina. Questi nuovi legami chimici conferiscono la rigidità strutturale necessaria per un permanente efficace. Il processo di irrigidimento è simile alla vulcanizzazione della gomma, dove comunemente vengono utilizzati collegamenti in polisolfuro per reticolare le catene polimeriche. Tuttavia, non tutti i legami disolfuro vengono riformati come prima del permanente. Di conseguenza, i capelli sono più deboli rispetto a prima dell'applicazione della permanente e le ripetute applicazioni nello stesso punto possono  causare la rottura del filo.
Poiché le molecole polari sono meno volatili di quelle non polari, il sostituente glicolato rende il tiolo non volatile e quindi meno odoroso. Un ulteriore vantaggio è che il glicolato conferisce una certa solubilità in acqua. Si potrebbe quasi certamente usare metantiolo e ammoniaca per dare una permanente, ma ci sarebbero serie conseguenze olfattive.

## Cultura di massa
Nel film del 2001 La rivincita delle bionde, la protagonista, la studentessa di legge Elle Woods, vince il suo primo caso grazie alla sua conoscenza della chimica del tioglicolato di ammonio.